# 岩松経国
岩松 経国（いわまつ つねくに、生没年不詳）は、鎌倉時代の武将。清和源氏足利氏流の岩松氏初代の岩松時兼の七男。田島経国ともいう。
兄弟は五男の岩松経兼、田部井経氏、村田頼兼、寺井氏兼（系図にないものもある）、金井長義、藪塚朝兼。岩松本家は五兄の経兼が継ぎ、兄の経氏と頼兼と同様、末弟の経国も分家した。上野国新田荘田島郷に住んだことに由来して、田島又太郎または又六郎を称し田島氏の祖となった。
孫の田島泰治は女景原にて討死したため、その子の田島経政、孫の小四郎経栄が家督を継ぐ。
経栄は新田義宗に伴って正平7年閏2月28日の笛吹峠の合戦にて敗戦し、阿那志村（埼玉県美里町阿那志村）に帰農した。
その後、子孫は江戸時代の新田開発（現在の群馬県伊勢崎市境島村周辺）に参加したという。
氏寺は群馬県太田市上田島の常楽寺。
帰農後の氏寺は  埼玉県美里町大字阿那志の光勝寺 。

## 系譜
- 田島経国 － 田島政国 － 田島秦治 － 田島経政 － 田島経栄